# Dar Châabane
Dar Châabane o Dar Chaâbane o Dar Chaabane (àrab: دار شعبان, Dār Xaʿbān) és una ciutat de Tunísia, molt propera a la ciutat de Nabeul, a la que de fet està gairebé unida. Forma part de la governació de Nabeul i és capçalera de la delegació de Dar Chaâbane El Fehri. La ciutat tenia 35.859 habitants el 2004, mentre que la delegació en tenia 37.420, d'habitants.
El municipi es va formar el 9 de gener de 1957 per la unió del port d'El Fehri i la vila de Dar Châabane, uns 2 km cap a l'interior, i de fet el municipi es diu, pròpiament, Dar Chaâbane El Fehri (àrab: دار شعبان الفهري, Dār Xaʿbān al-Fihrī), tot i que també sigui habitual referir-se simplement com Dar Chaâbane.

## Economia
Actualment es dedica principalment al turisme.
És característic de la zona el treball d'esculpir en pedra i marbre.
Una pebre local, estès a tot el país, pren el nom de chaabani.
El berkoukech de Dar-Châabane és una sopa local típica consumida principalment a l'hivern, feta amb llegums estacionals.

## Administració
Forma una municipalitat o baladiyya, amb codi geogràfic 15 12 (ISO 3166-2:TN-12).
A més, constitueix un dels sectors o imades, amb codi geogràfic 15 52 51, de la delegació o mutamadiyya de Dar Chaâbane El Fehri, amb codi geogràfic 15 52.